# Füves szikes puszta
A füves szikes puszta  (Achilleo setaceae–Festucetum pseudovinae Soó (1933) 1947 corr. Borhidi 1996) a szikes puszták és sztyepprétek (pusztai gyepek, Artemisio-Festucetalia pseudovinae Soó 1968) társulástani rendbe sorolt szikes pusztai gyepek (alacsony füvű szikes puszták, Festucion pseudovinae Soó 1933) csoportjának egyik növénytársulása.

## Elterjedése
A sziki legelők egyik legelterjedtebb társulása. megtalálhatjuk a Fertő környékétől Dél-Szlovákián és a Kisalföldön át a Tiszántúlig. Többnyire a réti szolonyecek különböző változatain alakult ki (a leggyakrabban az ún. „sztyeppesedő” réti szolonyecen); a szoloncsák talajokon ritkább.

## Jellemzése
Viszonylag zárt növényzettel borított, rövid füvű gyep. Állományaiban domináns a veresnadrág csenkesz (Festuca pseudovina). További fontos gyepalkotók:
- puha rozsnok (Bromus mollis),
- keskeny levelű sás (Carex stenophylla),
- karcsú fényperje (Koeleria cristata),
- gumós perje (Poa bulbosa);

foltokban:
- tarackbúza (Agropyron repens),
- réti pázsit (Alopecurus pratensis).

Nem tömeges, de többé-kevésbé állandó fajok:
- réti cickafark (Achillea collina),
- pusztai cickafark (Achillea setacea),
- sziki madárhúr (Cerastium dubium),
- réti peremizs (Inula britannica),
- lándzsás útifű (Plantago lanceolata),
- sziki pozdor (Scorzonera cana).

Kevésbé állandóan, inkább egy-egy sajátos foltban tűnik fel:
- mezei fátyolvirág (Gypsophila muralis),
- ezüstös hölgymál (Hieracium pilosella agg.),
- homoki pimpó (Potentilla arenaria).

Az A szint kilúgzására utal az egynyári szikárka (Scleranthus annuus).
Az ürmös szikespusztákkal közös fajok:
- bárányüröm (Artemisia pontica),
- sziki buvákfű (Bupleurum tenuissimum),
- karcsú kerep (Lotus angustissimus),
- pusztai madártej (Ornithogalum orthophyllum),
- villás boglárka (Ranunculus pedatus).

A sósabb talajokon nő:
- magyar sóvirág (Limonium gmelini ssp. hungaricum),
- sziki útifű (Plantago maritima),
- erdélyi útifű (Plantago schwarzenbergiana) – szubendemikus a Tiszántúl déli részén, a Hortobágy déli részén és a Nyírség déli peremén.

A gyep alját gyakran sűrűn borítják az apró herefélék, az ún. „bodorkák”:
- sziki here (Trifolium angulatum),
- eperhere (Trifolium fragiferum),
- sudár here (Trifolium strictum),
- pusztai here (Trifolium retusum),
- sávos here (Trifolium striatum).

A löszpusztagyepekből „áthatoló”, a mérsékelt legelést, taposást elviselő fajok:
- közönséges ínfű (Ajuga genevensis),
- magyar szegfű (Dianthus pontederae),
- koloncos legyezőfű (Fili-pendula vulgaris),
- csattogó szamóca (Fragaria viridis),
- enyves mécsvirág (Melandrium viscosum),
- agárkosbor (Orchis morio),
- osztrák zsálya (Salvia austriaca),
- közönséges kakukkfű (Thymus glabrescens),
- lila ökörfarkkóró (Verbascum phoeniceum),
- lecsepült veronika (Veronica prostrata).

Kifejezetten „legelésjelzőnek” tekinthetjük az alábbi fajokat:
- csillagpázsit (Cynodon dactylon),
- ördögszekér (Eryngium campestre),
- tövises iglice (Ononis spinosa),
- fehér tisztesfű (Stachys germanica).

A túllegeltetés és az erős taposás hatására a füves szikes puszta kopárosodik. Ilyenkor felgyorsul az A szint lepusztulása, a talaj szologyosodik és kilúgzódik. Ilyenkor a felszakadozó gyep hézagaiban mohák:
- parázsmoha (Ceratodon purpureus),
- ciprusmoha (Hypnum cupressiforme),
- hamuszínű moha (Rhacomitrium canescens),
- óriás szőrmoha (Polytrichum commune)

és zuzmók:
- sárga serlegzuzmó (Cladonia foliacea),
- Cladonia furcata,
- magyar tölcsérzuzmó (Cladonia magyarica)

telepszenek meg.